# 国际舞蹈委员会
国际舞蹈委员会（缩写“CID”）于1973年在联合国教科文组织总部成立，是联合国教科文组织在舞蹈领域的专业咨询与政策建议机构，也是联合国教科文组织系统在全球舞蹈领域的官方协作机构，联合国教科文组织《保护非物质文化遗产公约》与《保护和促进文化表现形式多样性公约》授权单位，其常设机构位于法国巴黎联合国教科文组织总部内。
被誉为“舞蹈联合国”的国际舞蹈委员会CID，在世界范围内致力于继承和展现舞蹈艺术，是世界各国各种形式舞蹈的官方支持与管理机构，被联合国教科文系统、各国各地区政府及国际机构组织予以认证与支持。
CID也是历届国际舞蹈日的主要发起与支持方。

## 机构简介
国际舞蹈委员会（法语：Conseil International de la Danse，英语：International Dance Council，缩写“CID”）
国际舞蹈委员会（CID）于1973年在联合国教科文组织的的主持下成立，旨在促进舞蹈领域的交流与发展，并维护舞蹈家们的权利。其常设机构位于联合国教科文组织总部内。作为联合国教科文组织在舞蹈领域的专业咨询与政策建议机构，是联合国教科文组织《保护非物质文化遗产公约》与《保护和促进文化表现形式多样性公约》授权单位，也是联合国教科文组织系统在全球舞蹈领域的官方协作机构。
作为支持全球舞蹈发展的主要国际组织之一，国际舞蹈委员会有“舞蹈联合国”之称，被联合国教科文组织系统、各国各地区政府及国际机构组织予以认证。国际舞蹈委员会分支机构与成员遍布全球170多个国家，包含舞蹈、文化与教育领域的联合会、协会、学校、文化艺术机构与舞蹈从业者等。CID的成员包括超过400个组织机构，超过3000名个人成员，其中有众多位优秀舞蹈家、舞蹈编导、舞蹈老师与相关领域的专家学者。 
中国当代舞蹈艺术先驱者和奠基人之一、著名舞蹈艺术家、舞蹈教育家、中国舞蹈家协会名誉主席戴爱莲曾于上个世纪80年代担任国际舞蹈委员会副主席，并代表中国舞协作为国际舞蹈委员会成员赴巴黎出席委员会会议。

## 机构宗旨
国际舞蹈委员会CID作为一个最高管理机构，不与任何一家特定舞蹈学校、公司、协会或机构建立特殊关系；是严谨的非盈利性机构，不依赖任何政府、政治形态或者经济利益。
在联合国教科文组织的原则指引下，国际舞蹈委员会坚持开放与平等原则，公平对待所有形式的舞蹈，不提倡特定的舞蹈观念，尊重舞蹈作为艺术形式、教育工具和学术研究课题的多样性。国际舞蹈委员会非歧视性的准则确保它对所有舞蹈形式都开放，不论种族、性别、宗教、政治立场或社会地位。
在联合国教科文组织的指导框架内，国际舞蹈委员会与各国政府、国际组织、文化艺术机构及教育组织密切合作，致力于并通过舞蹈这一全球通用的艺术语言，促进非物质文化遗产的保护、文化多样性的维护、对艺术家的支持及舞蹈教育的普及。国际舞蹈委员会推动全球舞蹈艺术的发展，致力于提升舞蹈在全球社会中的影响力，鼓励不同文化背景下的舞蹈形式共同繁荣。

## 机构历史
在联合国教科文组织的鼓励和支持下，国际舞蹈委员会于1973年11月12日在联合国教科文组织总部成立。
著名的德国舞蹈家Kurt Jooss被选举为首届主席。随后的法定会议分别于1975和1982年在斯德哥尔摩，1977年在科隆，1980年在伦敦，1984年在巴黎举行。
1975年，联合国教科文组织全体大会正式认定国际舞蹈委员会。

## 国际舞蹈日（世界舞蹈日）
自1982年以来，每年的4月29日，世界各地成千上万的舞者共同庆祝国际舞蹈日（世界舞蹈日）。这是在联合国教科文组织的支持下的一项全球性倡议，国际舞蹈舞蹈委员会作为这一项国际性活动的主要发起与支持方之一，联合具有国际影响力的其他表演艺术领域的重要机构，每年在世界范围内组织各项庆祝活动。这个日期是为了纪念现代芭蕾舞之父让 - 乔治·诺维尔。
每年国际舞蹈委员会会在舞蹈日当天公布舞蹈日年度致辞，包括致辞在内的舞蹈日的官方信息，会被翻译成多种语言，以不同方式传递到全球170个国家与地区，超过150,000多名舞蹈专业人士的手中。
同时，国际舞蹈委员会在联合国教科文组织总部举办官方庆祝活动，还在世界范围内的合作城市举办舞蹈日庆祝活动，诸如特别演出、舞蹈之夜，论坛与研讨会、展览、大师课及讲座等。2020年，联合国教科文总干事奥德蕾·阿祖莱女士在国际舞蹈日当天特别致辞，强调舞蹈对全人类的重要性。
2006年，与哈萨克斯坦合作在中亚地区共同庆祝国际舞蹈日，中亚三国哈萨克斯坦、吉尔吉斯斯坦、乌兹别克斯坦与俄罗斯的舞蹈业者们齐聚一堂，以演出与比赛的形式纪念这一特殊的时刻。
在2016年和2017年，为纪念的国际舞蹈日，联合国邮政管理局（UNPA）分别发行了主题邮票系列，每套邮票由六枚组成的，其设计采用了连续图案，向全球各种舞蹈形式致敬。其中2016年的邮票由加拿大著名艺术设计师马斯科钦设计，6张代表不同国家的舞蹈形象中，其中一张描绘着女子“罗衣从风”“长袖交横”“轶态横出”“云转飘忽”的中国古代舞蹈的形象，正是源于北京舞蹈学院孙颖教授编创的古典舞蹈作品《踏歌》。
2017年，国际舞蹈委员会与世界粮食计划署（WFP）合作，发起了“跳舞零饥饿”项目，通过舞蹈与教育推广健康饮食，呼吁全球关注饥饿问题。此项目旨在通过舞蹈艺术促进社会的积极变革，并为全球8000万人提供食品援助。
2021年4月29日，中国外文局国际传播文化中心、杜威中国中心、潘基文中心联合在线主办了“友谊从舞蹈中来：舞蹈创造文明交流的新未来”杜威全球对话主题活动。联合国教科文组织国际舞蹈委员会主席阿基斯·拉夫蒂，中国舞蹈家协会主席冯双白，联合国原副秘书长金垣洙，北京舞蹈学院院长郭磊,纽约大学艺术学院舞蹈学术总监帕米拉·彼得罗，中国东方演艺集团总经理高艾，知名舞蹈家黄豆豆发表主题演讲，并与国外青年代表交流。3000多名中外青年通过线上线下等形式收看本次交流活动。

## 国际合作
国际舞蹈委员会及其全球网络积极参与和组织各类国际合作与项目，如：2016年印度（孟买）世界舞蹈大会；2017年与俄罗斯文化部合作举办的国际芭蕾舞比赛；2019年在巴哈马总理支持下的首届巴哈马国际非遗舞蹈（“舞蹈与仪式”）研讨会，2021年与蒙古国文化艺术大学合作举办的蒙古萨满舞蹈国际会议等，以及对韩国国与美国相关舞蹈活动的支持等。
通过多年的努力与发展，国际舞蹈委员会已成为全球舞蹈领域发挥着重要影响，持续推动着舞蹈艺术的繁荣与创新。

## 官方链接
- International Dance Council - CID（页面存档备份，存于）

1. ↑  . 微信公众平台.   [2025-03-02].
2. ↑  . www.mct.gov.cn.   [2025-03-02].
3. ↑  . webarchive.unesco.org.   [2025-03-08].
4. ↑  . bd.china-embassy.gov.cn.   [2025-03-02]. （原始内容存档于2025-01-16）.
5. ↑  unesdoc.unesco.org https://unesdoc.unesco.org/ark:/48223/pf0000373319_chi.   [2025-03-09]. 缺少或|title=为空 (帮助)
6. ↑  . UNESCO.   [2025-03-08] （英语）.
7. ↑  . idanceclub.cn.   [2025-03-08].
8. ↑  . world.people.com.cn.   [2025-03-02]. （原始内容存档于2022-08-19）.
9. ↑  . MONTSAME News Agency.   [2025-03-02]. （原始内容存档于2021-09-26） （英语）.